# Volta a l'Algarve 2016

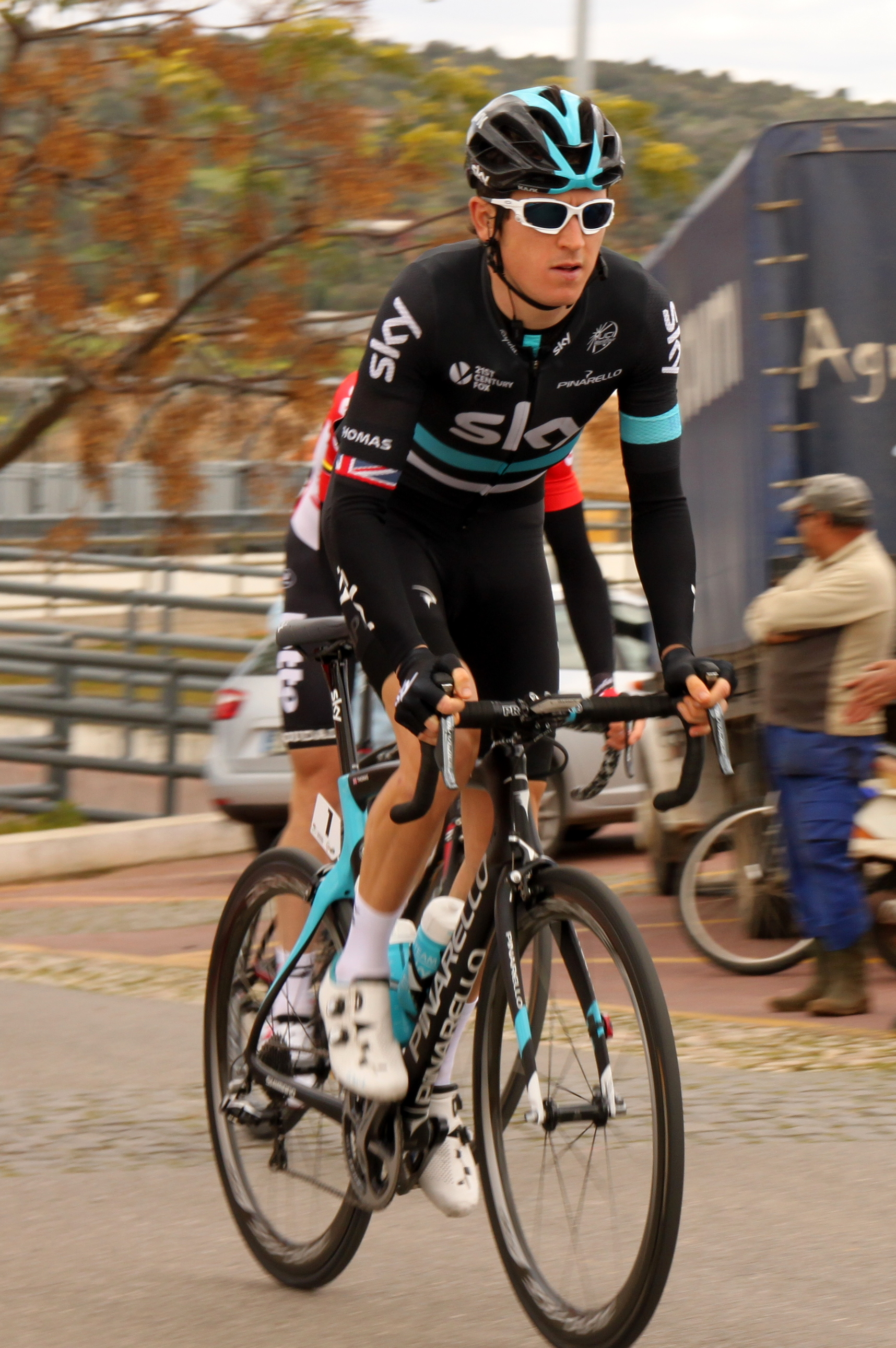
Fotografia de Geraint Thomas, vencedor de la prova.

La Volta a l'Algarve 2016 fou la 42a edició de la Volta a l'Algarve. La cursa es disputà entre el 17 i el 21 de febrer de 2016, amb un recorregut de 743,2 km repartits entre un cinc etapes, una d'elles contrarellotge individual. La cursa formà part de l'UCI Europa Tour 2016, en la categoria 2.1.
El vencedor final fou el gal·lès Geraint Thomas (Team Sky), que s'imposà per segon any consecutiu en aquesta cursa. Fou acompanyat al podi pels espanyols Ion Izagirre Insausti (Movistar Team) i Alberto Contador (Team Tinkoff).
En les classificacions secundàries Marcel Kittel (Etixx-Quick Step) guanyà la classificació per punts, Alexandr Kolobnev (Gazprom-RusVelo) la de la muntanya i Tiesj Benoot (Lotto Soudal) la dels joves. El Team Katusha guanyà la classificació per equips.

## Equips participants
En aquesta edició hi prengueren part 24 equips:
- 12 equips World Tour: Astana Qazaqstan Team, Cannondale, Etixx-Quick Step, FDJ, IAM Cycling, Lotto Soudal, Movistar Team, Team Katusha, Team LottoNL-Jumbo, Team Sky, Team Tinkoff, Trek-Segafredo
- 5 equips continentals professionals: Bora-Argon 18, Caja Rural-Seguros RGA, Gazprom-RusVelo, Team Novo Nordisk, Team Roth
- 8 equips continentals: Verva ActiveJet, Efapel, Verva ActiveJet, LA Alumínios-Antarte, Louletano-Hospital de Loulé, Rádio Popular-Boavista, Sporting Clube de Portugal, W52-FC Porto-Porto Canal

## Etapes
| Etapa    | Data      | Ciutats d'etapa               | type                      | Distància (km) | Vencedor de l'etapa      | Líder de la general   |
| -------- | --------- | ----------------------------- | ------------------------- | -------------- | ------------------------ | --------------------- |
| 1a etapa | 17 de feb | Lagos – Albufeira             | etapa plana               | 163,6          | Marcel Kittel            | Marcel Kittel         |
| 2a etapa | 18 de feb | Lagos – Fóia                  | etapa de mitja muntanya   | 198,6          | Luis León Sánchez Gil    | Luis León Sánchez Gil |
| 3a etapa | 19 de feb | Sagres – Sagres               | contrarellotge individual | 18             | Fabian Cancellara        | Tony Martin           |
| 4a etapa | 20 de feb | São Brás de Alportel – Tavira | etapa accidentada         | 194            | Marcel Kittel            | Tony Martin           |
| 5a etapa | 21 de feb | Almodôvar – Alto do Malhão    | etapa de mitja muntanya   | 169            | Alberto Contador Velasco | Geraint Thomas        |

## Classificació final
|    | Ciclista                | Equip                 | Temps       |
| -- | ----------------------- | --------------------- | ----------- |
| 1  | Geraint Thomas (GBR)    | Team Sky              | 18h 34' 15" |
| 2  | Ion Izagirre (ESP)      | Movistar Team         | + 19"       |
| 3  | Alberto Contador (ESP)  | Team Tinkoff          | + 26"       |
| 4  | Thibaut Pinot (FRA)     | FDJ                   | + 32"       |
| 5  | Primoz Roglic (SLO)     | Team LottoNL-Jumbo    | + 49"       |
| 6  | Tony Gallopin (FRA)     | Lotto Soudal          | + 50"       |
| 7  | Ilnur Zakarin (RUS)     | Team Katusha          | + 1' 03"    |
| 8  | Jarlinson Pantano (COL) | IAM Cycling           | + 1' 04"    |
| 9  | Fabio Aru (ITA)         | Astana Qazaqstan Team | + 1' 25"    |
| 10 | Amaro Antunes (POR)     | LA Aluminios-Antarte  | + 1' 27"    |

## Evolució de les classificacions
| Etapa | Vencedor          | Classificació general | Classificació de la muntanya | Classificació dels esprints | Classificació per punts | Classificació per equips |
| ----- | ----------------- | --------------------- | ---------------------------- | --------------------------- | ----------------------- | ------------------------ |
| 1     | Marcel Kittel     | Marcel Kittel         | Kamil Gradek                 | Sebastián Henao             | Marcel Kittel           | Movistar Team            |
| 2     | Luis León Sánchez | Luis León Sánchez     | Luis León Sánchez            | Héctor Sáez                 | Luis León Sánchez       | Caja Rural-Seguros RGA   |
| 3     | Fabian Cancellara | Tony Martin           | Geraint Thomas               | Tiesj Benoot                | Marcel Kittel           | Team Katusha             |
| 4     | Marcel Kittel     | Tony Martin           | Geraint Thomas               | Tiesj Benoot                | Marcel Kittel           | Team Katusha             |
| 5     | Alberto Contador  | Geraint Thomas        | Alexandr Kolobnev            | Tiesj Benoot                | Marcel Kittel           | Team Katusha             |
| Final | Final             | Geraint Thomas        | Alexandr Kolobnev            | Tiesj Benoot                | Marcel Kittel           | Team Katusha             |